# 尼娜·博恰罗娃
尼娜·安东诺夫娜·博恰罗娃（烏克蘭語：Ніна Антонівна Бочарова，1924年9月24日—2020年8月31日），苏联/乌克兰女子竞技体操运动员。曾在1952年夏季奥林匹克运动会获得4枚奖牌。

## 生平
1924年生于乌克兰苏维埃社会主义共和国波尔塔瓦州苏普鲁诺夫卡村。1948年毕业于基辅体育学院。1949年获苏联全国运动会体操冠军。1952年，作为苏联第一支奥运体操代表队队员，参加芬兰赫尔辛基奥运会，在团体赛和平衡木项目获得金牌，轻器械体操和个人全能项目获得银牌。她还参加了1954年世界競技體操錦標賽，在团体比赛中获得金牌，并随后退役，转为教练。1979年退休。2015年获基辅荣誉市民称号。2020年8月31日在意大利罗马逝世。